# Maglódi út
A Maglódi út Budapest X. kerületében található, a Jászberényi utat köti össze a Kozma utcával úgy, hogy elválasztja egymástól a kerület Óhegy és Téglagyárdülő területeit. Hossza 3,43 km. Az út végig Kőbányán fut, majd a Kozma utca után az Álmos utcában folytatódik.

## Leírása
A Maglódi út a Jászberényi útból (Jászberényi út 15. sz.) indul ki, és egyenes, délkeleti vonalban halad a Kozma utca vonaláig. Nevét 1873-ban kapta. Ezt megelőzősen németesen, Magloder Weg néven tartották nyilván, és valóban a Budapest közeli Maglód település felé vezet.
A Jászberényi úttól majdnem végig villamosközlekedés zajlik rajta, a 28-as, a 28A és a 37-es villamosok csak a Sírkert utcánál fordulnak el róla. A Kada utca és a Sírkert utca között jár a 95-ös és a 195-ös autóbusz.
Az út a kőbányai Téglagyárdűlő iparvidékén halad keresztül, számos mára átalakult gyár környékezi. (Lásd a lenti felsorolásban.) Ennek érdekében egy hosszú vontatóvágány, és belőle kiágazó iparvágányok is épültek. A vontatóvágány azonban nem a villamosvonalból ágazik ki, csak azzal párhuzamosan fut a Jászberényi úttól a Kocka utca magasságáig. Összeköttetése csak Kőbánya felső vasútállomás felé volt, a villamos vonalat csak kereszteződéssel érintette. (Azaz villamosok nem közlekedhettek rajta.) A vontatóvágány és a villamosvágány kereszteződését 2012-ben építették ki a vonalakból, ezzel az iparvágányok összeköttetése a vasút felé megszűnt.
Korábban a vontatóvágány déli végétől nem sokkal távolabb, az Akna utcánál a villamossínekből ágazott ki egy összekötő vágány egy, Rákos vasútállomástól induló másik iparvágány hálózat felé. Napjainkban ez a kapcsolat már nem létezik, 2000-ben elbontották.
Az út Gitár utca és Kocka utca közötti szakasza gyakran kerül a hírekbe mint „magyar tenger”. Ugyanis mélyedésben fekszik, és a hevesebb esőzések idején a járművek tengelyéig ér az összegyűlt víz.
A Maglódi út mellett egyébként egy büntetés-végrehajtási intézet (Venyige utcai börtön), és egy kórház (Fővárosi Önkormányzat Bajcsy-Zsilinszky Kórháza) is működik. A Maglódi út – Újhegyi utca – Börtön utca – 162. utca által határolt területen kisebb lakótelep épült fel 1 emeletes házakból az 1900-as évek elején (Maglódi úti lakótelep).

## Megközelítés budapesti tömegközlekedéssel
- Busz:  95, 195
- Villamos:  28, 28A, 37

## Nevezetes épületek, épületegyüttesek, létesítmények
| Kép | Név | Építés ideje | Elhelyezkedés  | Megjegyzés | Iparvágány |
| --- | --- | ------------ | -------------- | --- | ---------- |
|     | Kőbányai Király Serfőzde Rt. sörgyára (Sörgyár 3-as telep)                                              |              | 1-3.           | |            |
|     | Bercsényi Miklós Élelmiszeripari Szakképző Iskola és Kollégium                                          |              | 4/b            | |            |
|     | Kőbányai Fogadó a Serfőzdéhez                                                                           |              | 5?-11.         | |            |
|     | Kőbányai Növényolajgyár (Növényolaj-ipari és Mosószergyártó Vállalat, Cereol Növényipari Rt.)           |              | 6.             | |            |
|     | Maglódi úti elemi iskola (Giorgio Perlasca Kereskedelmi, Vendéglátóipari Szakközépiskola és Szakiskola) | 1890–1896    | 8.             | |            |
|     | Kőbányai Gesztenye Óvoda                                                                                | 1896         | 8.             | |            |
|     | Magyar Gyula Kertészeti Szakközépiskola és Szakiskola                                                   | 1901         | 8.             | Az iskola a Maglódi úttól beljebb, az óvoda és a városi házak mögött fekszik. Az Olaj utcán át közelíthető meg. |            |
|     | Európa park és városi (tisztviselő-) házak                                                              | 1927         | 10/A. és 10/B. | |            |
|     | Merkapt Sporttelep                                                                                      | 1917         | 12.            | A telken téglagyár feküdt, amelyet Lechner Ödön és családja birtokolt 1848 óta. 1917-ben a család eladta az 1912-ben alapított, a Maglódi út szemközti oldalán fekvő Fővárosi Serfőző Rt.-nek, aki néhány év múlva sporttelepet és sörkertet létesített benne. A szocializmus idején a Kőbányai Sörgyár sporttelepe volt, és a gebines Makra söröző működött itt. A telken található a HopTop Brewery és aTojás-pince, egy lejárat a kőbányai pincerendszerbe. |            |
|     | Sörgyár 7-es telep                                                                                      |              | 13?-15         | |            |
|     | a Kőbányai Polgári Serfőző Rt. sörgyára (Sörgyár 4-es telep)                                            |              | 17-19.         | A telek Maglódi út felőli oldalán áll a Maglódi úti Munkavállalói Hotel. |            |
|     | Kőbányai piac (Kőbányai bazár)                                                                          |              | 20.            | |            |
|     | Fővárosi Büntetés-végrehajtási Intézet 3. sz. objektuma (Venyige utcai börtön)                          | 1970-es évek | 24.            | Az 1970-es években épült volt munkásszálló épületében került kialakításra 1999-ben. |            |
|     | Haggenmacher Sörgyár (1924-től Dreher–Haggenmacher Textilművek, később DÉLKER Kft. telephelye)          | 1912         | 25.            | |            |
|     | Fővárosi Serfőző Rt. (Globus Konzervgyár, Sörgyár 5-ös telep)                                           | 1913         | 47.            | Építészek: A. Zimmermann (Freiburg), Havel Lipót, Gaál Bertalan. |            |
|     | Ganz Vagon és Gépgyár anyagtelepe                                                                       | 1950-es évek | 55.            | Iparvágány kapcsolata volt az Akna utcai hálózat felé. |            |
|     | Fővárosi Önkormányzat Bajcsy-Zsilinszky Kórháza                                                         | 1930–1932    | 89-91.         | Tervezte: Maróthy Kálmán és Szabolcs Ferenc. |            |

## Forrás
- Budapest teljes utcanévlexikona. Szerk. Ráday Mihály. (hely nélkül): Sprinter. 2003.  ISBN 963 9469 06 8
- Fejes Balázs: Kőbányai iparvágányok 1. Jászberényi út – Tárna utca – Gránátos utca – Maglódi út (villamosok.hu)
- Gottdank Tibor: A magyar zsidó építőművészek öröksége – Lajtán innen és Lajtán túl, K.u.K. Kiadó, Budapest, 2018
- Sörgyár és pincerendszer Kőbányán (elismondom.wordpress.com, 2012. dec. 3.)

## Egyéb irodalom
- Kőbányai utcák, utak, terek parkok története, Budapest Főváros X. kerületi Tanácsa V. B., Budapest, 1985, ISBN 963/-03-1945-4